# 溶劑化顯色
溶劑化顯色是某種化學物質（通常是不對稱的染料分子）溶解後，因為溶劑的極性改變而改變色彩的現象。當溶劑極性變高時，若出現藍移，則稱為負溶劑化顯色；出現紅移則稱為正溶劑化顯色。 若稱某物質具有溶劑化顯色效應，或溶劑化顯色偏移，係指該物質的吸收光譜、發射光譜與溶劑的極性有高度的相關性。
具溶劑化顯色特質的染料分子，在基態與激發態的極性是不同的，當溶劑的極性改變，會連帶造成染料分子基態與激發態之間的能隙改變。這便造就了在不同極性中顏色不同的特性。並且，我們也可透過量測吸收或發射光譜來推斷溶劑與染料分子的交互作用。
正溶劑化顯色的一個典型例子是4,4'-bis(dimethylamino)fuchsone，這種分子若溶在無極性的甲苯，呈現橘色；在弱極性的丙酮中為紅色；而溶在較強極性的甲醇中則穿透光為紅外光。
負溶劑化顯色的例子則為4-(4'-hydroxystyryl)-N-methylpyridinium iodide，其溶在1-丙醇中為紅色，甲醇中為橘色，而在水中為黃色。